# Tilcara megye
Tilcara egy megye Argentínában, Jujuy tartományban. A megye székhelye Tilcara.

## Települések
Önkormányzatok és települések (Municipios)
- Tilcara
- Huacalera
- Maimará